# Shota Fujio
Shota Fujio (藤尾 翔太 Fujio Shota?), född 2 maj 2001 i Osaka prefektur, är en japansk fotbollsspelare.
Fujio började sin karriär 2018 i Cerezo Osaka.